# Tidmore Bend
Tidmore Bend – jednostka osadnicza w Stanach Zjednoczonych, w stanie Alabama, w hrabstwie Etowah.